# Collegiata di San Lorenzo (Chiavenna)
La Collegiata di San Lorenzo è il principale edificio religioso della città di Chiavenna, in provincia di Sondrio. Iniziata nel V secolo, è stata tuttavia ampliata nei secoli successivi.
Composta da tre navate, la collegiata ha degli affreschi settecenteschi e il portico è stato costruito nel medesimo periodo dai maestri ticinesi. Il battistero è invece del tredicesimo secolo.
Nel complesso della collegiata si trova il Museo del Tesoro di Chiavenna, che al suo interno ospita opere come la Pace di Chiavenna, importante esempio di oreficeria medievale. Tra le altre opere conservare nel museo, uno Sposalizio di Santa Caterina dipinto attribuito alla scuola di Ambrogio Arcimboldi e che un tempo fungeva da pala d'altare per l'altare di Santa Caterina della stessa collegiata chiavennasca.